# Lê Đức Phát
Lê Đức Phát (* 1. Februar 1998 in Ho-Chi-Minh-Stadt) ist ein vietnamesischer Badmintonspieler, der sich für die Teilnahme an den Olympischen Sommerspielen 2024 qualifiziert hat und zum Fahnenträger seines Landes gewählt wurde.

## Leben
Đức Phát wurde 1998 in Ho-Chi-Minh-Stadt, Vietnam, geboren. Sein Vater war Boxer und von 1988 bis 1989 vietnamesischer Landesmeister. Er betrieb in seiner Kindheit mehrere Sportarten, darunter Boxen und Fußball, entschied sich aber schließlich für Badminton, das sein Lieblingssport war. Im Alter von 16 Jahren begann er mit dem Vollzeitsport und gewann 2017 sein erstes internationales Turnier, das Pakistan International. 2018 erreichte er die Top 150 der Rangliste der Badminton World Federation.
Nach dem Erreichen der Top-150-Rangliste erlitt Đức Phát jedoch Verletzungen und wurde durch die COVID-19-Pandemie weiter eingeschränkt, was dazu führte, dass er viel Zeit außerhalb des Sports verbrachte und bis August 2022 auf eine Ranglistenplatzierung von 464 fiel. Gegen Ende des Jahres erholte er sich jedoch wieder und zeigte bei mehreren Turnieren gute Leistungen, unter anderem gewann er die vietnamesische Landesmeisterschaft gegen Nguyễn Tiến Minh, was ihn zum bestplatzierten vietnamesischen Badmintonspieler im Herreneinzel machte.
Đức Phát eröffnete die Saison 2023 mit einem zweiten Platz bei der Vietnam International Challenge gegen Takuma Obayashi und einem Sieg beim Tajikistan International 2023 sowie einem zweiten Platz bei einem Turnier in Kasachstan. Im Februar 2024 stand er auf Platz 86 der Weltrangliste und gewann im selben Monat das Uganda International, nachdem er einen 1:9-Rückstand aufgeholt und Raghu Mariswamy besiegt hatte. Im April 2024 erreichte er das Halbfinale des Kazakhstan International Challenge und wurde am Ende des Monats von der BWF auf Platz 74 der Weltrangliste geführt. Đức Phát qualifizierte sich für die Olympischen Sommerspiele 2024, indem er als 34. unter den für das Herreneinzel qualifizierten Spielern eingestuft wurde. Er wurde zu einem der beiden Fahnenträger Vietnams bei den Olympischen Spielen ernannt, zusammen mit dem Bogenschützen Đỗ Thị Ánh Nguyệt. Er schied als Zweiter seiner Gruppe aus.